# Marco Trejo Pureco
Marco Trejo Pureco (Uruapan, Michoacán; 3 de diciembre de 1977) es un empresario y político mexicano, afiliado actualmente al Partido Verde Ecologista de México, anteriormente contendió por la Coalición, Va por México, (PAN, PRI, PRD). Es fundador de la Fundación Con Amor y Esfuerzo. Ha sido diputado al Congreso de Michoacán de 2012 a 2015 por el partido PRI y senador de México desde el 8 de marzo de 2021 al 2 de junio de 2021, supliendo ese periodo al actual senador del PRD, Antonio García Conejo, Hermano del exgobernador de Michoacán Silvano Aureoles.

## Biografía
Marco Trejo Pureco, cursó la carrera de ciencias de la comunicación, egresado de la Universidad Autónoma de Guadalajara. Fue elegido como diputado local en las Elecciones estatales de Michoacán de 2011 por Uruapan Sur XX al Congreso de Michoacán de Ocampo 2012 - 2015 . En 2013 fue presidente del Consejo Nacional de Legisladores en materia de Turismo CONLETUR
En 2018 fue elegido como senador suplente de Antonio García Conejo en la colación Por México al Frente, logrando su incorporación al Senado en 2021 por la primera minoría del Estado de Michoacán de Ocampo. Es Presidente de la Comisión de Turismo e integrante de las comisiones de Gobernación; Recursos Hidráulicos; Relaciones Exteriores; Desarrollo Urbano, Ordenamiento Territorial y Vivienda; Agricultura, Ganadería, Pesca y Desarrollo Rural.